# The Highwaymen (2019)
The Highwaymen is een Amerikaanse misdaadfilm uit 2019 onder regie van John Lee Hancock. De hoofdrollen worden vertolkt door Kevin Costner en Woody Harrelson.

## Verhaal
In 1934, na al twee jaar op de vlucht te zijn , bevrijden de gangsters Bonnie Parker en Clyde Barrow verschillende van hun handlangers uit de Eastham Prison Farm in Texas. Het hoofd van het Texas Department of Corrections, Lee Simmons, haalt gouverneur "Ma" Ferguson over om de voormalige Texas Ranger Frank Hamer in te huren om de criminelen op te sporen.
Hamer wil zijn pensioen en zijn vrouw Gladys niet verlaten, maar sluit zich aan bij de klopjacht nadat de voortvluchtige bende betrokken is bij een verwoestend vuurgevecht in Missouri. Hij rekruteert zijn voormalige partner, Benjamin Maney Gault, ondanks zijn twijfels over Gaults nuchterheid en zijn afgenomen politiecapaciteiten. Hij weigert om onderweg het stuur te delen met Gault.
Informatie die gewonnen wordt door het afluisteren van de families van de voortvluchtigen door de FBI leidt ertoe dat Hamer en Gault concluderen dat Bonnie en Clyde terugkeren "naar huis" in Dallas. Ze bespioneren het huis van Bonnie's moeder en zien een man een fles in haar tuin gooien, die al snel wordt teruggegooid, maar een jongen ontsnapt ermee.
De FBI verwerpt de theorie van de Rangers en gelooft dat de voortvluchtigen in Brownsville zijn. Hamer en Gault ontmoeten de sheriff van Dallas, "Smoot" Schmid, die hen voorstelt aan plaatsvervangend sheriff Ted Hinton, een jeugdvriend van het paar die hen ter plekke kan identificeren. De bende vermoordt twee politieagenten in het nabijgelegen Grapevine. Hamer en Gault onderzoeken de plaats delict en stellen vast dat Bonnie een konijn bij zich heeft, waarvan Hinton suggereert dat het een cadeau is voor een familielid.
De Rangers rijden naar Oklahoma en ondervragen een pompstationbediende, die zijn steun betuigt aan de criminelen. Hamer laat de man toegeven dat de bende is gepasseerd op weg naar een migrantenkamp, waar een plaatselijk meisje bevestigt dat ze zijn voorbijgekomen. Een radiobulletin waarschuwt de Rangers over nog twee vermoorde agenten, maar omdat ze buiten hun jurisdictie vallen, mogen ze de wegversperring van de politie niet passeren. Een gefrustreerde Hamer rijdt rond de versperring, veder Oklahoma in.
Ze gaan verder naar Coffeyville, Kansas, in de veronderstelling dat Bonnie en Clyde daar zullen stoppen voor bevoorrading. Terwijl de Rangers de voortvluchtigen naderen, omsingelt een bewonderende menigte de auto van de criminelen. Hamer en Gault zetten de achtervolging in, maar Bonnie en Clyde ontsnappen via een stoffig veld.
De Rangers horen dat Clyde heeft ontbeten in Amarillo en keren terug naar Dallas om te ontdekken dat het konijn werd afgeleverd bij Bonnie's familie. Hamer ontmoet Henry Barrow, de vader van Clyde, die bevestigt dat zijn zoon moet worden tegengehouden. De Rangers vragen aan Simmons verlof voor Wade McNabb, een gevangengenomen handlanger van de bende, in de hoop hen naar hen toe te lokken.
Terwijl Hamer McNabb ondervraagt in een bar, wordt Gault in het toilet bedreigd door enkele mannen die sympathie hebben voor de bende, maar hij weet hen te overmeesteren. De Rangers horen dat Bonnie van plan is om de volgende dag een kapper te ontmoeten en houden het huis van haar moeder opnieuw in de gaten. Een man gooit opnieuw een fles in de tuin, die wordt opgehaald door dezelfde jongen, maar de jongen wordt dit keer onderschept door de Rangers. De fles bevat een bericht dat de bende ergens anders heen gaat. De Rangers beseffen dat McNabb de bende heeft gewaarschuwd, bezoeken zijn huis en ontdekken dat hij doodgeslagen is.
Simmons zegt Hamer en Gault terug te keren naar Texas, maar ze houden vast aan hun theorie dat "bandieten altijd naar huis gaan", voorspellend dat de voortvluchtigen naar Bienville Parish, Louisiana zullen gaan, de thuisbasis van de vader van bendelid Henry Methvin. De Rangers doorzoeken Ivy Methvin's huis en vinden bewijs van het recente verblijf van de bandieten. Ze bundelen hun krachten met de plaatselijke sheriff Henderson Jordan en hulpsheriff Prentiss Oakley om Ivy te confronteren. In ruil voor de veiligheid van zijn zoon onthult Ivy dat de bende binnenkort zal terugkeren.
De politieagenten worden vergezeld door Ted Hinton en Bob Alcorn, plaatsvervangend sheriff van Dallas, en Gault vertelt hen over zijn eerste opdracht samen met Hamer. Ze doodden een bende bandieten, waaronder een vluchtende dertienjarige jongen. Ivy laat hen weten dat de bende de volgende dag arriveert, en de troep bereidt een hinderlaag voor op de weg naar zijn huis, waarbij Ivy zijn vrachtwagen naast de kant van de weg zet en een band verwijdert.
Bonnie en Clyde arriveren en stoppen om Ivy te helpen, waarop Hamer tevoorschijn komt en hen beveelt hun handen omhoog te steken. In plaats daarvan grijpen de criminelen naar hun eigen wapens, maar worden neergeschoten. De met kogels doorzeefde auto met de lichamen van Bonnie en Clyde wordt naar Arcadia gesleept en door toeschouwers lastiggevallen. Hamer en Gault weigeren $ 1.000 voor een interview met de Associated Press en rijden naar huis. Onderweg laat Hamer Gault rijden.

## Rolverdeling
| Acteur             | Personage            |
| ------------------ | -------------------- |
| Kevin Costner      | Frank Hamer          |
| Woody Harrelson    | Maney Gault          |
| Kathy Bates        | Miriam "Ma" Ferguson |
| John Carroll Lynch | Lee Simmons          |
| Thomas Mann        | Ted Hinton           |
| Dean Denton        | Bob Alcorn           |
| Kim Dickens        | Gladys Hamer         |
| William Sadler     | Henry Barrow         |
| W. Earl Brown      | Ivy Methvin          |
| David Furr         | John Quinn           |
| Jason Davis        | Kendale              |
| Josh Caras         | Wade McNabb          |
| David Born         | Henderson Jordan     |
| Brian F. Durkin    | Prentiss Oakley      |
| Emily Brobst       | Bonnie Parker        |
| Edward Bossert     | Clyde Barrow         |

## Productie
Rond 2005 begon producent Casey Silver met het ontwikkelen van The Highwaymen, dat gebaseerd was op een script van John Fusco, met wie hij een jaar eerder de western Hidalgo (2004) had gemaakt. Aanvankelijk waren Paul Newman en Robert Redford bij het project betrokken als hoofdrolspelers, terwijl John Lee Hancock als regisseur in dienst werd genomen. Fusco wilde Texas Ranger Frank Hamer, die in de filmklassieker Bonnie and Clyde (1967) als een incompetente en wraaklustige ordehandhaver afgebeeld werd, zijn juiste plaats in de geschiedenis geven en deed uitgebreid onderzoek in Texas. Tijdens zijn research raakte de scenarist ook bevriend met Hamers zoon.
Het project werd aanvankelijk ondergebracht bij Universal Pictures, maar sleepte aan en werd uiteindelijk nooit uitgevoerd. In juni 2017 werd bericht dat Netflix aan het onderhandelen was om het project bij Universal los te weken. De streamingdienst wilde het project laten verfilmen door Hancock en met Kevin Costner en Woody Harrelson als hoofdrolspelers. In februari 2018 raakte bekend dat Netflix aan de productie van The Highwaymen begonnen was en werd de cast uitgebreid met onder meer Kathy Bates, John Carroll Lynch, Kim Dickens en Thomas Mann.
De opnames gingen op 12 februari 2018 van start en eindigden op 29 maart 2018. Er werd gefilmd in de staat Louisiana, in onder meer New Orleans, Covington, Hammond, Baton Rouge, Thibodaux, Shreveport en Donaldsonville. Er werden ook scènes opgenomen op een oude brug in de buurt van Newcastle (Texas).
Op 10 maart 2019 ging de film in première in Austin (Texas) als onderdeel van het festival South by Southwest.